# 449

## Decese
- 11 august: Flavian al Constantinopolului arhiepiscop al Constantinopolului (n. 380)
- dată necunoscută: Arsenie cel Mare  (n. 354)
- dată necunoscută: Eucherius de Lyon episcop de Lyon (n. 380)